# Polk Township (comté de Taylor, Iowa)
Pour les articles homonymes, voir Polk Township et Polk.
Polk Township est un township du comté de Taylor en Iowa, aux États-Unis,.
Il est nommé en référence à James K. Polk, président des États-Unis.

## Source de la traduction
- (en) Cet article est partiellement ou en totalité issu de l’article de Wikipédia en anglais intitulé « Polk Township, Taylor County, Iowa » (voir la liste des auteurs).